# Quadricalcarifera
Quadricalcarifera is een geslacht van vlinders van de familie tandvlinders (Notodontidae).

## Soorten
- Q. aeruginosus Gaede, 1930
- Q. alboviridis Rothschild, 1917
- Q. amamiensis Nakatomi, 1981
- Q. ardjuna Kiriakoff, 1967
- Q. arisemna Turner, 1931
- Q. bambusicola Kiriakoff, 1974
- Q. basivirens Schintlmeister, 1993
- Q. bella Bethune-Baker, 1904
- Q. bioculata Kiriakoff, 1967
- Q. coreana Matsumura, 1929
- Q. cupreonitens Kiriakoff, 1963
- Q. chambae Kiriakoff, 1970
- Q. charistera West., 1932
- Q. chloriolus Joicey & Talbot, 1917
- Q. chloropasta Turner, 1906
- Q. chlorotricha Hampson, 1912
- Q. dasychirinus Roepke, 1944
- Q. didyma Kiriakoff, 1967
- Q. dinawa Bethune-Baker, 1904
- Q. doloka Kiriakoff, 1967
- Q. eichhorni Kiriakoff, 1970
- Q. eusebia Kiriakoff, 1974
- Q. famelica Kiriakoff, 1967
- Q. fasciatus Moore, 1879
- Q. ferrea Kiriakoff, 1967
- Q. flavicollis Rothschild, 1917
- Q. franciscana Kiriakoff, 1963
- Q. fraseriana Kiriakoff, 1967
- Q. frugilegus Rothschild, 1917
- Q. garuda Schintlmeister, 1994
- Q. grisescens Roepke, 1944
- Q. hasegawai Nakamura, 1976
- Q. hercules Schintlmeister, 1997
- Q. histrionica Kiriakoff, 1967
- Q. insufficiens Gaede, 1930
- Q. iole Schintlmeister, 1997
- Q. japonica Nakatomi, 1981
- Q. jupiter Schintlmeister, 1997
- Q. kebeae Bethune-Baker, 1904
- Q. kusukusuana Matsumura, 1929
- Q. lama Oberthür, 1911
- Q. leucocraspedus Joicey & Talbot, 1917
- Q. leucophaeus Rothschild, 1917
- Q. lineata Okano, 1960
- Q. marginalis Matsumura, 1925
- Q. mediogriseus Gaede, 1930
- Q. melanogramma Joicey & Talbot, 1917
- Q. mixta Bethune-Baker, 1916
- Q. murina Kiriakoff, 1967
- Q. nachiensis Marumo, 1920
- Q. nana Kiriakoff, 1967
- Q. nigribasalis Wileman, 1910
- Q. nitidula Kiriakoff, 1967

- Q. nitidus Rothschild, 1917
- Q. okurai Okano, 1960
- Q. opaca Turner, 1922
- Q. palladina Schaus, 1928
- Q. pamela Schintlmeister, 1993
- Q. paranga Kiriakoff, 1970
- Q. perdicula Bryk, 1950
- Q. perdix Moore, 1879
- Q. picteti Oberthür, 1911
- Q. plebeja Kiriakoff, 1963
- Q. poecilochroa Kiriakoff, 1967
- Q. pryeri Leech, 1889
- Q. punctatella Motschulsky, 1860
- Q. purpurascens Rothschild, 1917
- Q. pustulifera Oberthür, 1911
- Q. quadrivittata Kiriakoff, 1967
- Q. rhypara Kiriakoff, 1970
- Q. roepkei Nakamura, 1960
- Q. rufescens Rothschild, 1917
- Q. scensus Schintlmeister, 1997
- Q. sporadochlorus Bryk, 1950
- Q. stauropoides Kiriakoff, 1974
- Q. subgeneris Strand, 1915
- Q. subgriseoviridis Kiriakoff, 1963
- Q. synechochlora Kiriakoff, 1963
- Q. taeniata Kiriakoff, 1977
- Q. testacea Kiriakoff, 1967
- Q. triangulum Gaede, 1930
- Q. triguttata Kiriakoff, 1967
- Q. trioculata Holloway, 1976
- Q. triplagosus Rothschild, 1917
- Q. trisopylus Joicey & Talbot, 1917
- Q. trivia Kiriakoff, 1967
- Q. unicolor Kiriakoff, 1974
- Q. uskwara Kiriakoff, 1970
- Q. variegata Kiriakoff, 1974
- Q. viridigriseus Rothschild, 1917
- Q. viridigutta Kiriakoff, 1963
- Q. viridimaculosa Matsumura, 1922
- Q. viridimargo Kiriakoff, 1967
- Q. viridinitens Rothschild, 1917
- Q. witoldi Schintlmeister, 1997
- Q. wunna Schintlmeister, 1997